# 怪竜大決戦
『怪竜大決戦』（かいりゅうだいけっせん）は、1966年12月21日に公開された東映製作の特撮映画。
本作は東映が初めて製作した“怪獣“が登場する映画であり、大蝦蟇や大竜、大鷲、大蜘蛛が登場する。
内容は主君の仇討ちを果たさんとする、古典の自雷也物語がベースになっているが、原典における三すくみのうち、蛇の部分が大竜に、蛞蝓の部分が蜘蛛に置き換えられている。

## あらすじ
悪家老・結城大乗の謀反と家来の大蛇丸が化けた大龍の奇襲により滅びた尾形の城の幼き若君・雷丸は大鷲に救われ、飼い主である蟇道人から忍術を習う。時は流れ、蟇道人は元弟子である大蛇丸に暗殺されてしまい、自らの生い立ちを知った雷丸は蟇道人の今際に大蝦蟇に変化する奥義を授与される。雷丸は自雷也と名を変え、仇を討つため奪われた城を目指す旅に出る。そして、旅先で雷丸と再会した綱手は、自身が大蛇丸の娘であるという事実を知ることになる。

## 登場怪獣
大蝦蟇
自雷也が道人から授かった奥義によって変化する巨大怪物。鼻先に角を持ち、トゲのような突起が何本も背中から腰に背びれや扇状（尻尾にあたる部分）に生えている。口には牙が、手足には鋭い爪が生えており、二足歩行もできる。歩く度に地鳴りがし、目が発光したり獅子のような声で吠える。口から吐く火炎が武器。自雷也が変化しているのかは不明だが、大蝦蟇の上に自雷也本人または幻影が現れるシーンもある。
大龍
元より蛇に変化する術を使う大蛇丸が取得した奥義によって変化する。口から噴射する水流で大蝦蟇の吐く火炎を消してしまったり、その体躯で大蝦蟇を圧倒する。雷丸と共に逃げる家臣たちをこの姿で殺害したが、大鷲によって額を切られ鮮血を流し、消えない傷となった。
朝日ソノラマから1967年に出版された「怪獣解剖図鑑」に掲載されたイラストでは、大蝦蟇と大龍の体色が逆転しており（大龍は黄金に近い）、大龍が火炎を吐いていた。海外版のポスターなどでも大龍が火炎を吐いていたり、大龍とは別の姿をした赤い龍が共に暴れている描写もされたことがある。
大蜘蛛
綱手が蜘蛛婆より授かった、秘術が込められた髪飾りを天に投げることで変化する。吐き出す糸によって大龍をも苦しめる。
大鷲
道人が差し向けた怪鳥。人間を二人以上乗せて飛べるほどの大きさがある。幼少期の雷丸を大龍から救い、大龍（大蛇丸）の額に消えない傷を作った。大蛇丸が亡んだ後、雷丸と綱手を乗せて蝦蟇ヶ岳へと飛び去っていった。

## スタッフ
- 監督：山内鉄也
- 企画：岡田茂、新海竹介
- 脚本：伊上勝
- 撮影：わし尾元也
- 照明：長谷川武夫
- 録音：荒川輝彦
- 美術：矢田精治
- 編集：神田忠男
- 音楽：津島利章
- 助監督：牧口雄二
- 記録：矢部はつ子
- 装置：米沢勝
- 装飾：山田久司
- 美粧：堤野正直
- 結髪：橋本明子
- 衣裳：三上剛
- 擬斗：上野隆三
- 合成：松木春吉
- 進行主任：並河正夫
- 特殊撮影
  - 撮影：赤塚滋、国定玖仁男
  - 照明：金子凱美
  - 助監督：俵坂昭康
  - 記録：塚越恵江
  - 怪獣造型：エキスプロダクション
- 主題歌
  - 作詞：伊上勝
  - 作曲：津島利章
  - 発売：朝日ソノラマ

## キャスト
- 尾形雷丸(自雷也)：松方弘樹
- 綱手：小川知子
- 大蛇丸：大友柳太朗
- 結城大乗：天津敏
- 蟇道人：金子信雄
- 蜘蛛婆：原泉
- 善兵衛：原健策
- お咲：鈴村由美
- 小四郎太：岩村隆男
- 百々兵衛：千葉敏郎
- 一貫斎：宍戸大全
- 地平：楠本健二
- 道念：木谷邦臣
- 法内：小田部通麿
- 鬼堂：岩尾正隆
- 尾形左馬亮：林真一郎
- 暮葉：岡田千代
- 無門兵衛：汐路章
- 武者甲：河村満和
- 武者乙：近松克樹
- 忍者：大矢正利、福本清三

## 製作

### 企画
当時の東映京都撮影所長・岡田茂が1966年7月公開の『大忍術映画ワタリ』のヒットを受け、時代劇復興の望みを込め、時代劇の一路線として「特撮シリーズ」の路線化を決めた。特撮娯楽時代劇第二弾『冒険大活劇 黄金の盗賊』に次いで、第三弾として本作を企画した。製作発表は1966年夏で『冒険大活劇 黄金の盗賊』『怪竜大決戦』は同時に製作発表があり、『冒険大活劇 黄金の盗賊』は仮タイトルを『黄金島』、本作は『自雷也』と発表していた。
岡田は本作の企画経緯について「『怪竜大決戦』の主人公自来也というのは、かつて時代劇初期のスター尾上松之助の当たり芸で、同時に"活動写真ファン"を飛躍的に増加させた作品だった。しかし、当時は特撮技術を未熟で、ストーリーの面白さを充分に活かし切れなかった、今日の特撮技術を持ってすれば、もう一度"忍術ブーム"を招来することが出来ると信じている。配役的にはスポーティな魅力を持つ松方弘樹がその中心になる」「『自雷也』はテレビで放映した作品中に『妖蛇の魔術』が視聴率20%以上というのにヒントを得て、時代逆行的ではあるが、映画化に踏み切った。何と言っても時代劇復興は東映が本家と照れずに理屈抜きで面白い作品を作っていきたい」などと話した。『妖蛇の魔術』が何なのかは分からない。監督の山内鉄也は、岡田が人員整理のため、ベテランスターや監督、脚本家を辞めさせて、ギャラの安い若手監督起用の方針により監督昇進した人で、当時岡田は「ひとりひとり、ぼくは巨匠たちに頼んで歩いた。あの怖い比佐さん（比佐芳武）に『もう東映には仕事が無いから辞めて下さい。こういう深刻な事情です』って頼んだら『馬鹿者！』って怒るかと思ったら『そうか、じゃあしょうがないな』って言って頂いて、ありがたかった」などと話していたという。岡田はこの後、完全に時代劇製作を終了させるが、当時は新しい傾向のもので何とか時代劇を繋ぎとめようと試行錯誤していた。この時期の特撮物は、東映でもやらないといけないだろうと企画に挙げたものであった。

### キャスティング&撮影
制作は東映京都撮影所で行われ、キャスティングは時代劇の重鎮が顔を揃えている。同年の『大忍術映画ワタリ』で悪役を演じた大友柳太朗と天津敏のコンビが本作でも悪役を演じている。尾形城のミニチュアはフルスケールのものが用意され、一見ミニチュアと気付かないほどのリアルな映像となっている。本作は特撮監督はおらず、監督の山内鉄也とカメラマンが試行錯誤しながら撮影した。尾形城の瓦の一部に八ツ橋を使用した。
大蝦蟇と怪竜、大蜘蛛の造型は、この年に東宝特殊美術課から独立した村瀬継蔵らが興したエキスプロダクションによって行われている。大蝦蟇はツノやトゲを外し、怪竜や大蜘蛛はそのままで、翌年同じ東映京都で制作されたTV番組「仮面の忍者 赤影」に登場している。
原典での綱手は蛞蝓に化身するが、本作では当時人気であった小川知子が演じるには相応しくないとして蜘蛛に変更された。小川は東映から"青春路線"をやるという約束でスカウトされたが、青春ものは1本もさせてもらえず。「変な映画ばかりさせて約束が違う」と腹を立て、東映を退社した。小川は1975年に『週刊ポスト』の連載「松方弘樹の突撃対談」に招かれ本作で共演する松方と対談、小川「とにかく遊びという遊びは全部お兄ちゃん（松方）に教えてもらったもん。感謝しなくっちゃ。17歳くらいじゃないかな、お兄ちゃんと一緒に仕事してたの。変な時代劇ばっかりやってたわね。この間、テレビでリバイバルやってたわ」 松方「見たの？」 小川「見た、見た(笑い)」 松方「やめろよ、オレ恥ずかしくってさ、嫌なんだよ」 小川「何だっけ？忍者映画みたいなの、怪獣みたいなの出てサ」 松方「この間もテレビでやっててさ。おふくろが『見なさい、見なさい、やってるわよ』っていうんだ。もう恥ずかしくってさァ」などと話した。

## 影響
この作品以降、東映は「恐竜・怪鳥の伝説」(1977年)まで怪獣が登場する映画を製作することはなかった。公開の翌年（昭和42年）には、東宝のゴジラや大映のガメラに加え、日活のガッパ、松竹のギララと、日本の各大手映画会社が相次いで怪獣を主軸とした映画を作り上げるなか、東映だけがその流れに抗した。怪獣映画は1966年に発足した日本映画輸出振興協会から、融資を受けることができ、ガッパは製作費の八割1億2800万円の融資を受けた。ガメラは海外興行だけで製作費をペイしたといわれるなど、海外でもよく売れたため、各社外貨獲得のため已むを得ず製作したが、東映は任侠映画がよく当たったため、俳優中心の作劇にこだわった。また東映作品は1960年代まで、動画は売れていたが、劇映画はほとんど売れず。東映作品が海外で売れるようになったのは岡田茂が社長に就任して海外販売に力を入れるようになって以降であった。1966年暮れに、各社1967年製作方針の発表があり、東映は、鶴田浩二、村田英雄・北島三郎コンビが各5本、高倉健、梅宮辰夫、舟木一夫が各3本、千葉真一が2本、大川橋蔵、佐久間良子、三田佳子、緑魔子、藤純子が各1本の製作予定で、更に戦記大作（『あゝ同期の桜』）やエロ路線（『大奥(秘)物語』）も本格的に加わってくるため、それ以外の製作予定の特撮ものは『仮面の忍者 飛騨の赤影』(仮題、製作されず)1本だけで、怪獣映画は全く予定に挙がらなかった（春休みと夏休みの東映まんがまつりでテレビの編集版の特撮ものが上映されている)。
1970年には、怪竜大決戦と類似した部分を持つ台湾の特撮映画「小飛侠」が公開された。

## 同時上映
- 『黄金バット』
  - 監督：佐藤肇
  - 主演：ミスター黄金バット

## ネット配信
YouTube「東映時代劇YouTube」のチャンネル登録者10万人を記念し、「10万人突破記念!年またぎ東映時代劇スペシャル」の一環として、2021年12月31日から2022年1月3日まで期間限定無料配信が行われた。「東映特撮YouTube Official」では映画「大怪獣のあとしまつ」の公開を記念し、「TTYO怪獣セレクション」の一環として、2022年1月28日から期間限定無料配信が行われている。